# کارخانه فن نل

کارخانه سابق فن نل (هلندی: Van Nellefabriek) در نزدیکی روتردام، نمونه بارز سبک بین‌المللی بر اساس معماری ساخت‌گرایی در نظر گرفته می‌شود. این مکان از سال ۲۰۱۴ در فهرست میراث جهانی قرار گرفت. بلافاصله پس از ساخت، معماران برجسته معاصر، این کارخانه را به عنوان «زیباترین منظره عصر مدرن» (لوکوربوزیه در ۱۹۳۲) و «شعری از فولاد و شیشه» (رابرتسون در ۱۹۳۰) توصیف کردند.

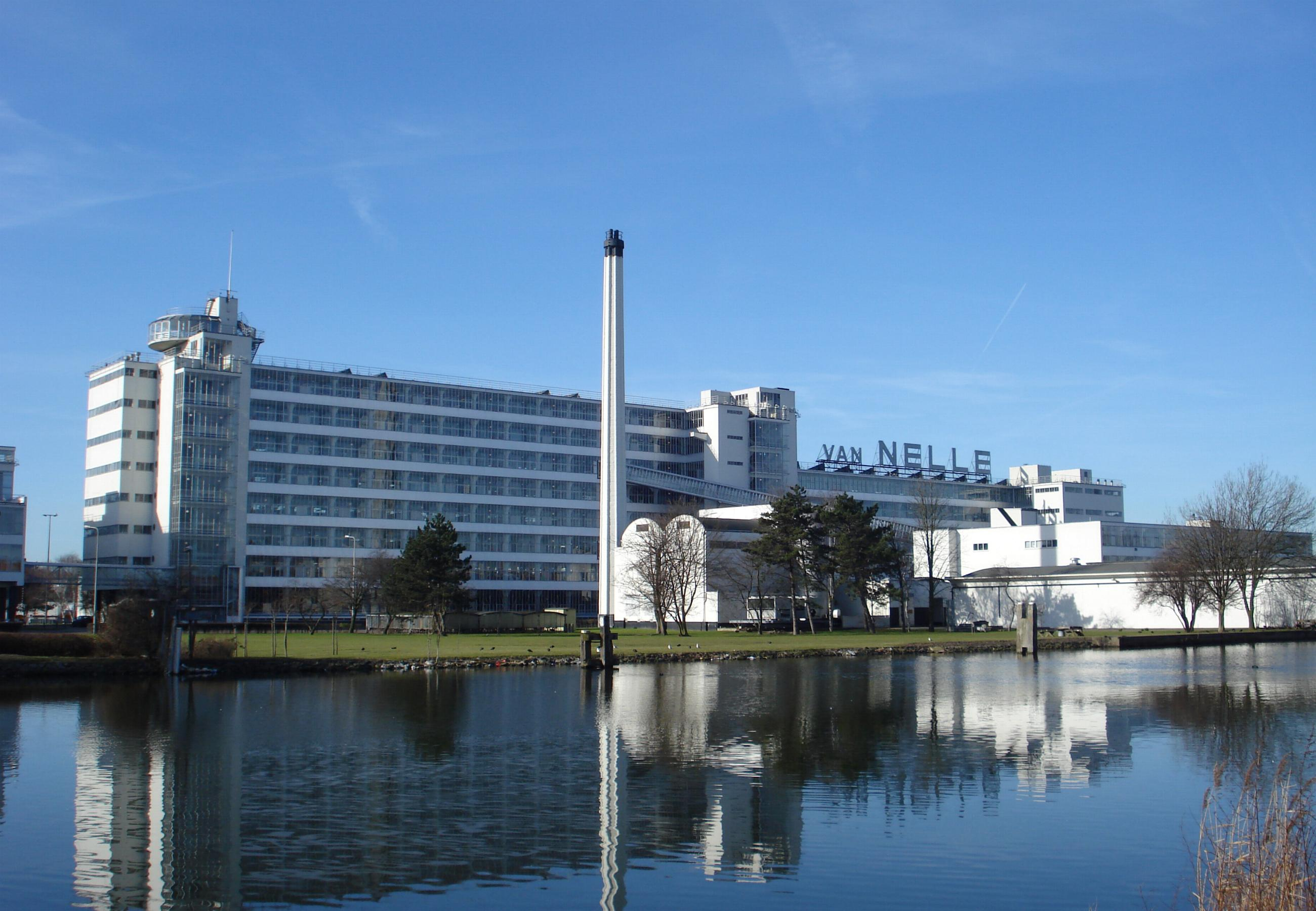
نمای عقب مجموعه
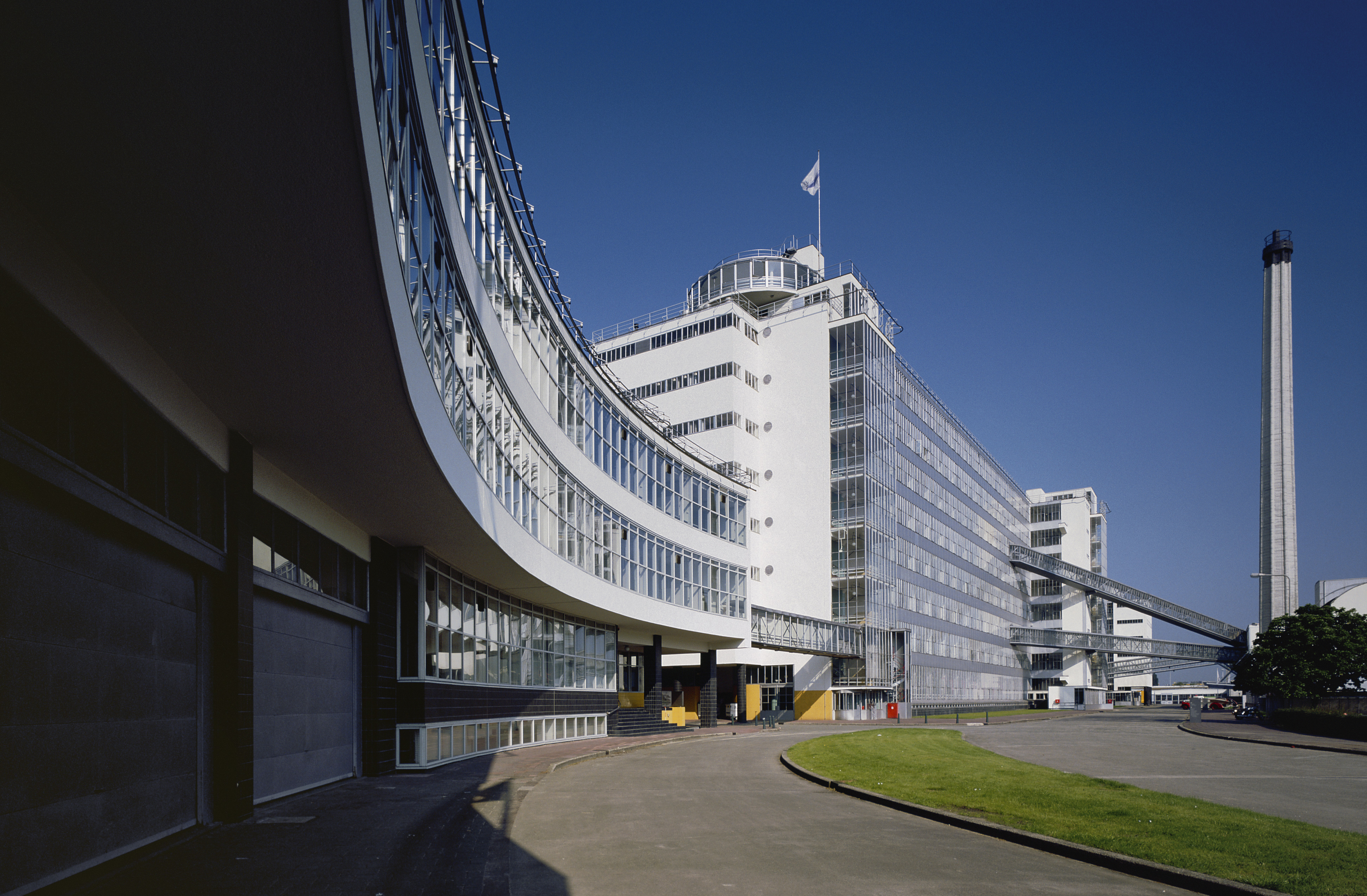
نمای جلو
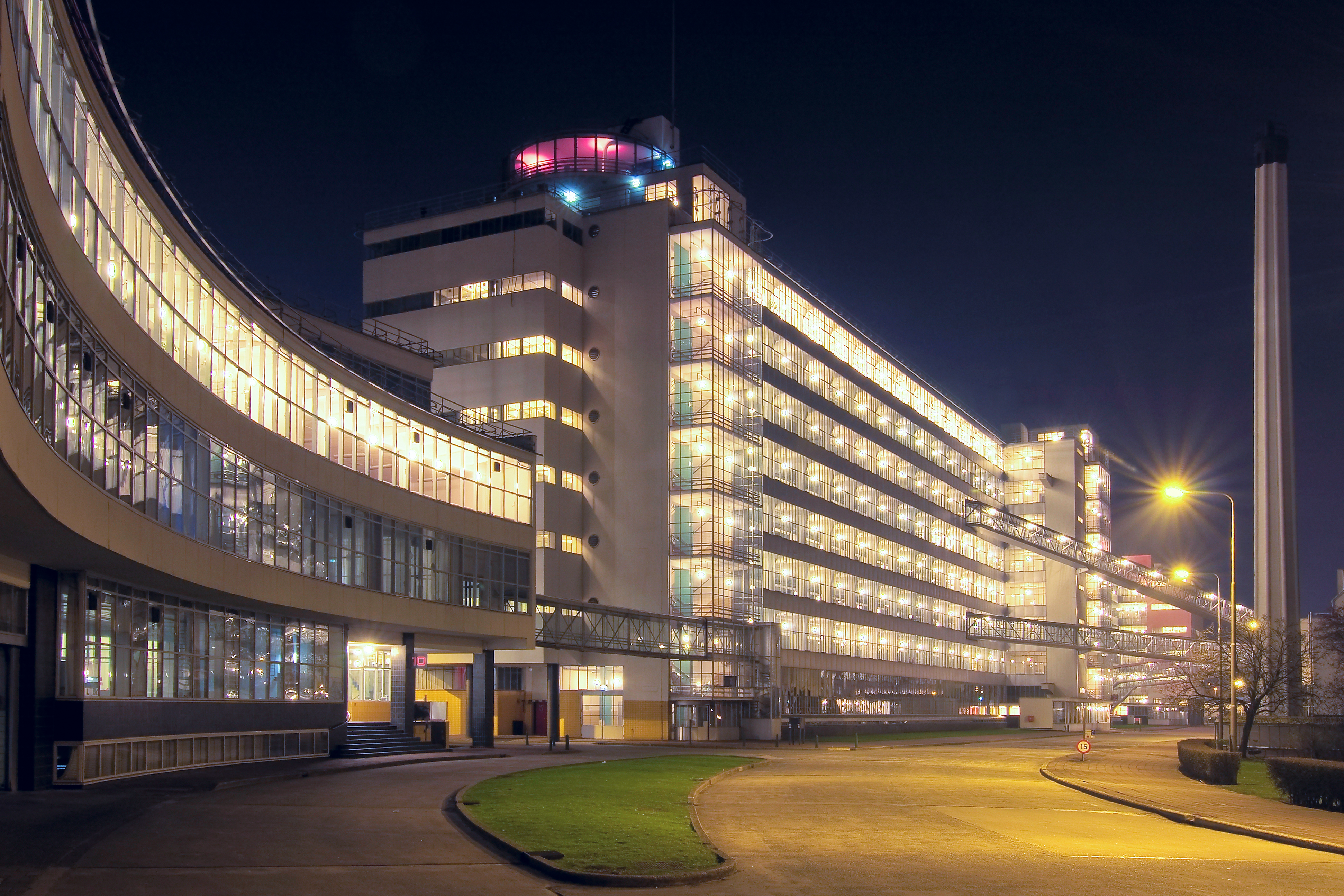
نمایی از دروازه ورودی در شب
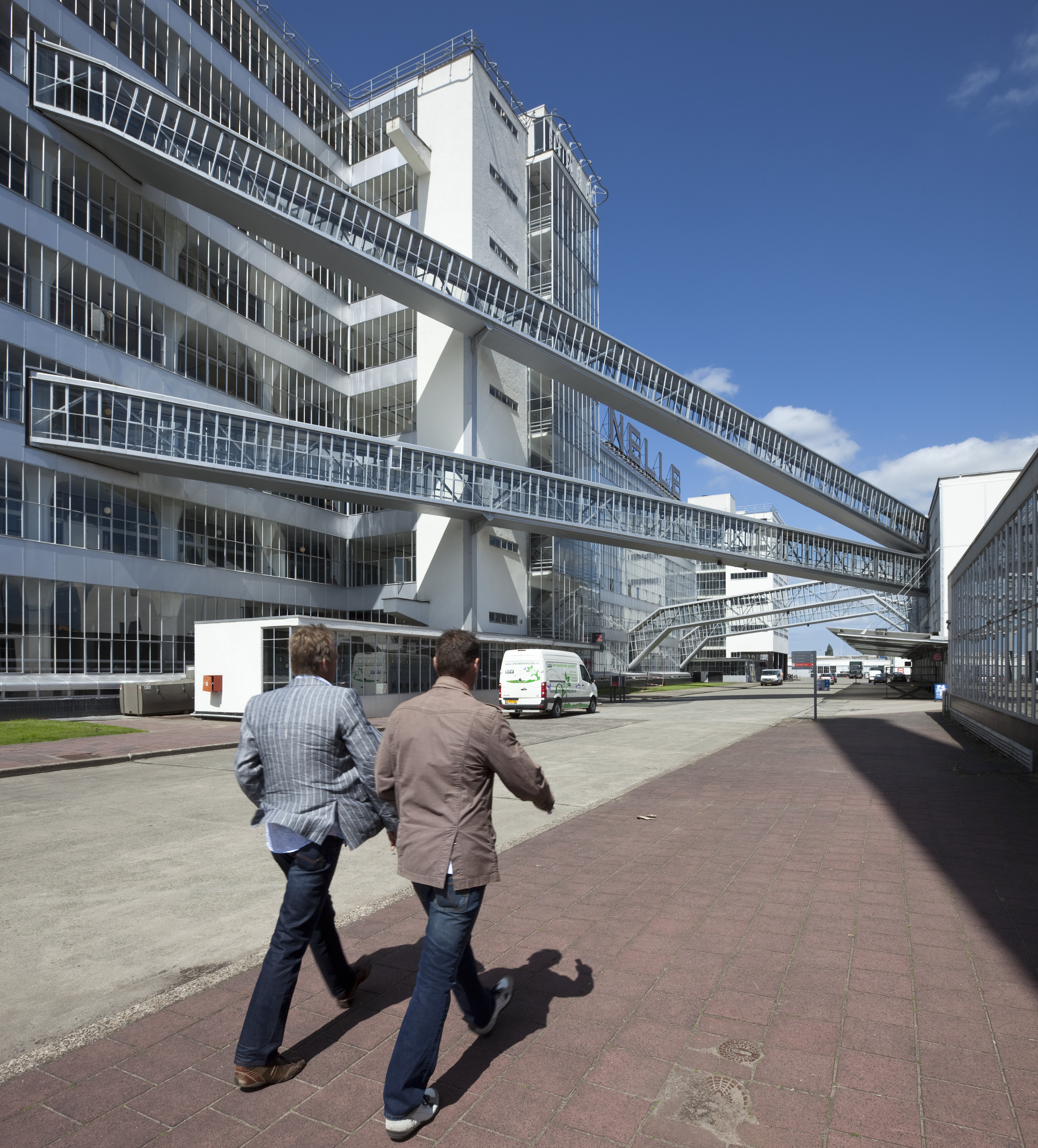
چهار پل حمل و نقل
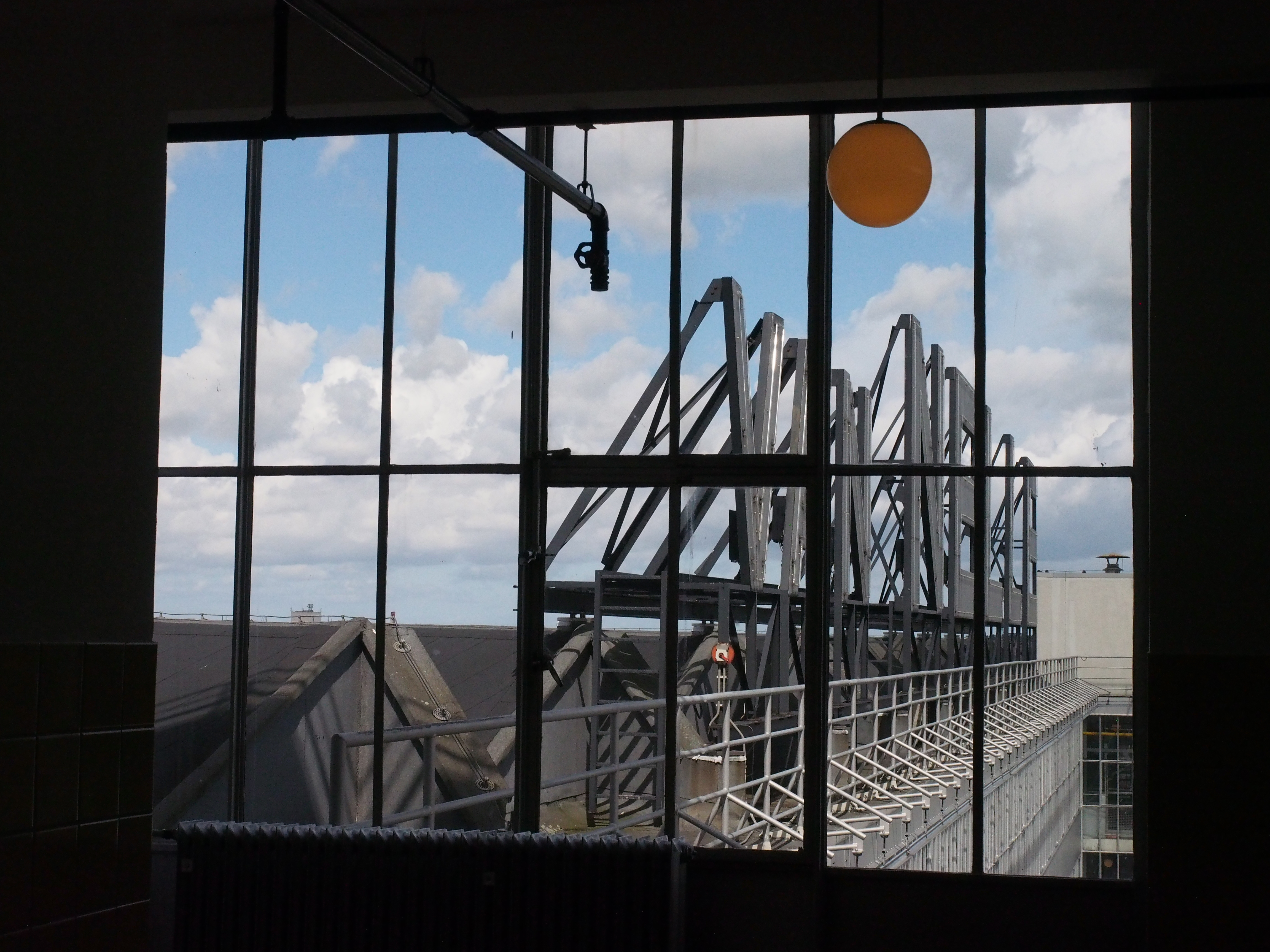
حروف نئون Van Nelle از داخل دیده می‌شود.
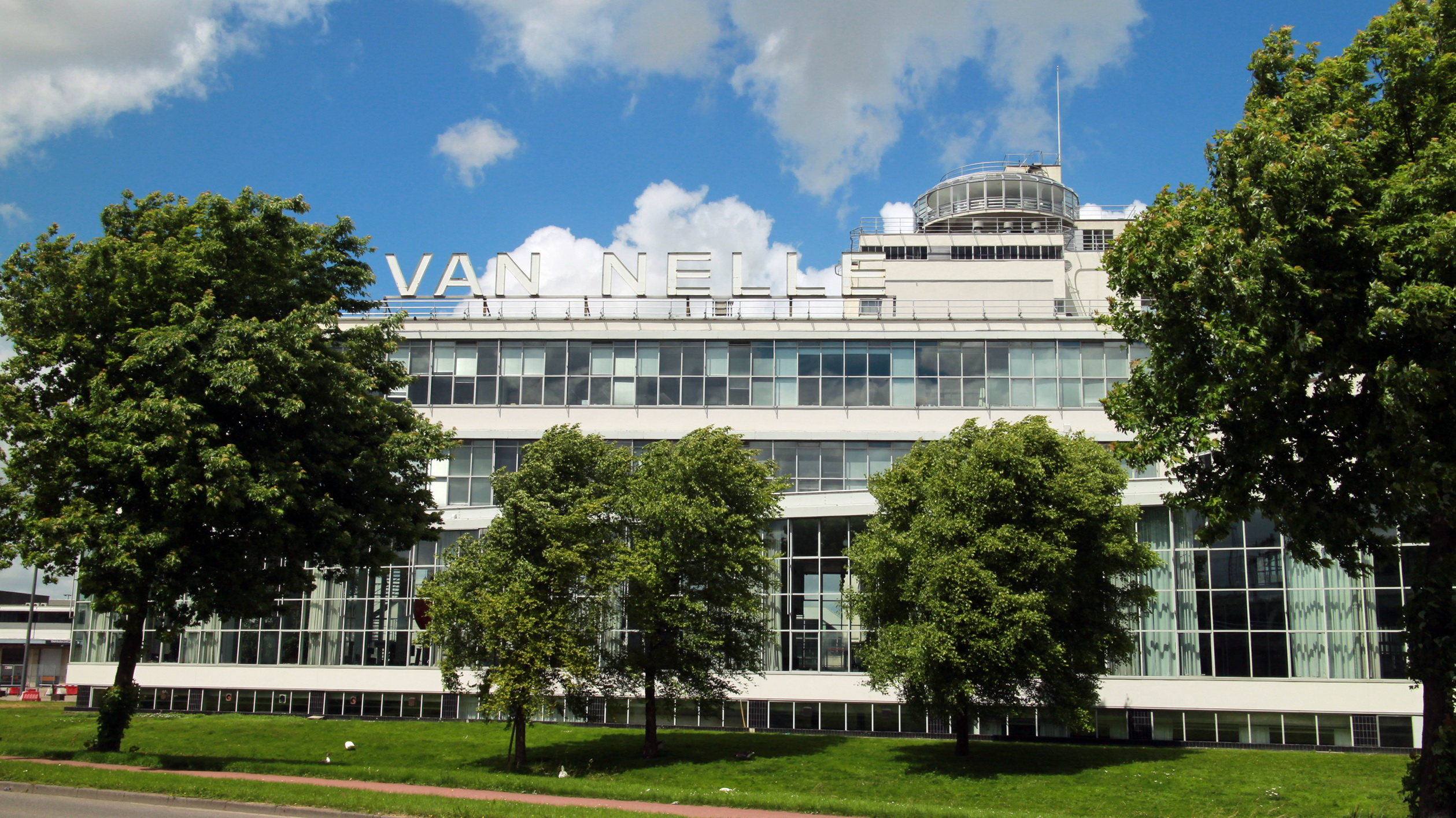
نمای جانبی
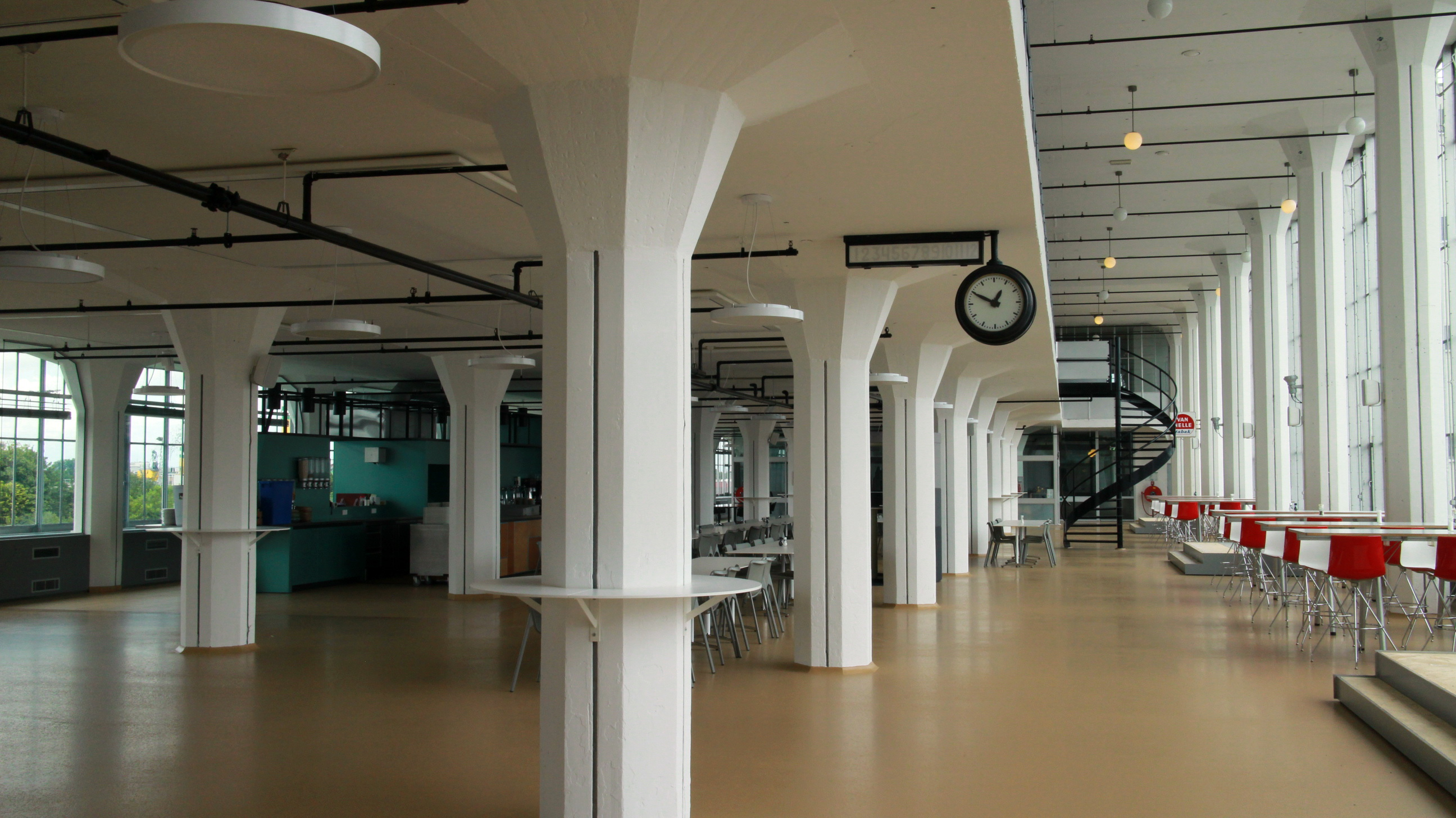
داخلی

## یادبود ملی
کارخانه فن نل یک بنای تاریخی ملی هلند (Rijksmonument) است و از سال ۲۰۱۴ به عنوان میراث جهانی یونسکو ثبت شده‌است. توجیه ارزش جهانی برجسته آن، در سال ۲۰۱۳ به کمیته میراث جهانی یونسکو ارائه شده بود.